# Râul Grămești
Râul Grămești este un curs de apă, afluent al râului Verehia

## Hărți
- Harta județului Suceava